# Astéroïde cythérocroiseur
Un astéroïde cythérocroiseur est un astéroïde dont l'orbite croise celle de Vénus.

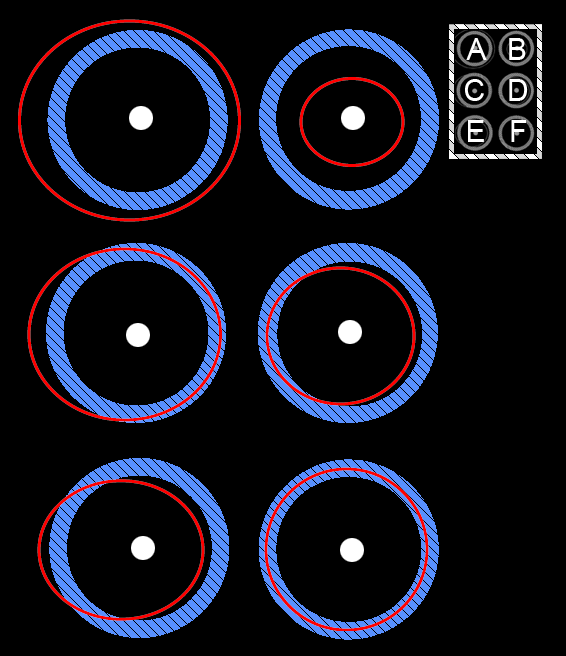
Frôleur-extérieur (†) : C
Frôleur-intérieur : D
Croiseur (‡) : E
Co-orbital : F

Vénus a aussi un quasi-satellite, (524522) 2002 VE68. Cet astéroïde est également un herméocroiseur et un géocroiseur ; il semble avoir été un « compagnon » de Vénus ces derniers 7 000 ans environ seulement, et est destiné à être éjecté de cet arrangement orbital dans environ 500 ans.

## Étymologie
La racine cythéro- fait référence à Cythérée qui est l'un des deux surnoms d'Aphrodite (ou Vénus dans la mythologie romaine). L'autre surnom est Cypris.

## Généralités
Au 15 mars 2020, on en connaît 4 473, dont 829 numérotés.

## Liste partielle d'objets numérotés
Note 1 : † frôleur-extérieur ; ‡ herméocroiseur.

Note 2 : La plupart de ces objets sont également des géocroiseurs.
- (1566) Icare ‡
- (1862) Apollon
- (1864) Dédale
- (1865) Cerbère
- (1981) Midas
- (2063) Bacchus
- (2100) Ra-Shalom
- (2101) Adonis ‡
- (2201) Oljato
- (2212) Héphaïstos ‡
- (2340) Hathor ‡
- (3200) Phaéton ‡
- (3360) Syrinx
- (3362) Khoufou
- (3554) Amon
- (3753) Cruithne
- (3838) Épona ‡
- (4034) Vishnu
- (4183) Cuno †
- (4197) Morphée
- (4341) Poséidon
- (4450) Pan
- (4581) Asclépios
- (4769) Castalie
- (4953) 1990 MU
- (5131) 1990 BG
- (5143) Héraclès ‡
- (5381) Sekhmet
- (5590) 1990 VA
- (5604) 1992 FE
- (5660) 1974 MA ‡
- (5693) 1993 EA
- (5786) Talos ‡
- (5828) 1991 AM
- (6037) 1988 EG
- (6063) Jason
- (6239) Minos
- (8035) 1992 TB †
- (8176) 1991 WA
- (8507) 1991 CB1
- (9162) Kwiila
- (9202) 1993 PB
- (10145) 1994 CK1
- (10165) 1995 BL2
- (11500) Tomaiyowit
- (16816) 1997 UF9
- (16960) 1998 QS52 ‡
- (17182) 1999 VU
- (22753) 1998 WT
- (24443) 2000 OG ‡
- (26379) 1999 HZ1
- (30997) 1995 UO5
- (31662) 1999 HP11 †
- (33342) 1998 WT24 ‡
- (36284) 2000 DM8
- (37655) Illapa ‡
- (38086) Beowulf
- (40267) 1999 GJ4 ‡
- (41429) 2000 GE2
- (52750) 1998 KK17
- (55532) 2001 WG2
- (65679) 1989 UQ
- (65733) 1993 PC
- (65909) 1998 FH12
- (66063) 1998 RO1 ‡
- (66146) 1998 TU3 ‡
- (66253) 1999 GT3 ‡
- (66391) Moshup ‡
- (66400) 1999 LT7 ‡
- (67381) 2000 OL8
- (68347) 2001 KB67
- (68348) 2001 LO7 ‡
- (68950) 2002 QF15
- (69230) Hermès
- (85182) 1991 AQ
- (85713) 1998 SS49
- (85770) 1998 UP1
- (85953) 1999 FK21 ‡
- (85989) 1999 JD6 ‡
- (85990) 1999 JV6
- (86450) 2000 CK33
- (86667) 2000 FO10 ‡
- (86829) 2000 GR146
- (86878) 2000 HD24
- (87025) 2000 JT66
- (87309) 2000 QP ‡
- (87684) 2000 SY2 ‡
- (88213) 2001 AF2 ‡
- (88254) 2001 FM129 ‡
- (89958) 2002 LY45 ‡
- (90367) 2003 LC5
- (99907) 1989 VA ‡
- (137052) Tjelvar ‡
- (137170) 1999 HF1 ‡
- (137924) 2000 BD19 ‡
- (155140) 2005 UD ‡
- (163243) 2002 FB3 ‡
- (163899) 2003 SD220
- (171576) 1999 VP11 ‡
- (192642) 1999 RD32
- (202683) 2006 US216 ‡
- (221455) 2006 BC10
- (242450) 2004 QY2
- (267494) 2002 JB9
- (289227) 2004 XY60 ‡
- (306367) Nout
- (308242) 2005 GO21
- (308635) 2005 YU55
- (322756) 2001 CK32 ‡
- (374158) 2004 UL ‡
- (382395) 1990 SM
- (386454) 2008 XM ‡
- (415029) 2011 UL21
- (425755) 2011 CP4 ‡
- (430804) 2005 AD13
- (434326) 2004 JG6 ‡
- (471926) Jörmungandr ‡